# Журавенець (Великопольське воєводство)
Журавенець (пол. Żurawieniec, нім. Kranichen) — село в Польщі, у гміні Баб'як Кольського повіту Великопольського воєводства.
Населення — 263 особи (2011).
У 1975-1998 роках село належало до Конінського воєводства.

## Демографія
Демографічна структура станом на 31 березня 2011 року:
|          | Загалом | Допрацездатний вік | Працездатний вік | Постпрацездатний вік |
| -------- | ------- | ------------------ | ---------------- | -------------------- |
| Чоловіки | 132     | 39                 | 82               | 11                   |
| Жінки    | 131     | 31                 | 77               | 23                   |
| Разом    | 263     | 70                 | 159              | 34                   |